# Banda Sonora de Kodai Ōja Kyōryū King
4Kids: Dinosaur King es la banda sonora de la serie Kodai Ōja Kyōryū King, solo consta de un sencillo y única canción que fue creada solo para televisión, pero existe una versión original que se encuentra en japonés y otra que es una versión en inglés y de ahí salió la versión en español para Latinoamérica y España.

## Openings y Endings

### Openings
- "Chiisa na Bokura no Ooki na Heart (小さな僕らの大きなハート)" por ICHIKO (episodios 1 - 49)
- "Sora no Kodomo-tachi (宇宙(そら)の子どもたち)" por Hiromichi Satou (episodios 50 - 79)

### Endings
- "Kyōryū Muscle (恐竜マッスル)" por Hiromichi Satou (episodios 1 - 31)
- "Kyōryū Dadanba (恐竜ダダンバ)" por Hiromichi Satou (episodios 32 - 49)
- "Funifunizaurusu (フニフニザウルス)" por Yukiko Sakai (episodios 50 - 79)

## Video
El video es presentado con cada episodio del anime Dino Rey, en el aparecen los personajes principales, al igual que los antagonistas.
Comienza con la aparición de tres Pteranodones (Carta de movimiento de Zoe del Equipo D, "Ala de Acero/Metal") que vuelan y dan un giro de 360°, y luego se encuentran con un paisaje en donde se hallan los demás dinosaurios, en eso los Pteranodones desaparecen de la vista y la imagen se acerca a un Seismosaurus que muestra un "saludo", entonces aparece Gabu junto a Max que parece que están jugando, pero después todo cambia cuando aparece la coreografía que Max usa para activar a Gabu, luego aparece Ace y Rex junto a Paris y Zoe, entonces Rex hace su coreografía para activar a Ace y luego Zoe hace la suya para activar a Paris, luego de que los tres personajes principales aparezcan, sale de la nada Terry con su coreografía que hace cuando está siendo activado y luego convertido en un Tyrannosaurus, pero después vuelven Max, Rex y Zoe, pero esta vez aparecen Gabu, Ace y Paris en su forma de batalla, y entonces aparece rápidamente el Dr. Spike Taylor que usa su látigo y después aparece Ursula, Zander y Ed en un aparato de vuelo que se maneja como una bicicleta, luego de eso aparecen partes de los capítulos de la serie en la cual se presentan los dinosaurios en batalla(excepto donde aparece Zoe con Paris en un campo de flores y Spiny rugiéndole a la pandilla Alpha que se cae de un bote a remos, estas 2 partes jamás aparece en la serie), y más adelante nos encontramos con Max y Gabu haciendo un baile, luego Rex, Ace, Zoe y Paris hacen también un baile, y después Gabu saluda a la cámara (mientras pasa esto, la pantalla está dividida en dos partes en la cual los chicos y sus dinosaurios están en la parte de abajo y en la parte de arriba aparece en modo de batalla Terry, Spiny y Tanque que también bailan) después aparece la Pandilla Alpha que está reunida, pero Ursula, Zander y Ed se caen encima del Dr. Z, y luego los chicos del Equipo D se van volando hacia la luz del sol y por último aparece el nombre de la serie, Dino Rey.

## Video Japonés
El video es presentado exclusivamente en Japón con cada episodio del anime Dino Rey, en el aparecen los personajes principales, al igual que los antagonistas.
Comienza con la aparición de tres Pteranodones (Carta de movimiento de Zoe del Equipo D, "Ala de Acero/Metal) que vuelan y dan un giro de 360° nomás que en la versión japonesa tardan más después se encuentran en un paisaje lleno de dinosaurios en eso los Pteranodones desaparecen de la vista y la imagen se acerca a un Seismosaurus que muestra un saludo luego en la versión japonesa se recorre el paisaje rápido donde se mesea un poco después aparece un volcán donde la cámara se va hacia arriba y de ahí los Pteranodones aparecen de nuevo hacia arriba uno tras otro de ahí Max y Gabu aparecen corriendo en una colina después sale Rex corriendo y llega Ace dando una voltereta hacia enfrente luego Zoe corriendo también Paris llega saltando a Zoe de ahí todos llegan esperando a Zoe junto con Resee, el doctor Taylor y la señora Taylor llega Zoe y todos saltan mientras que Gabu Ace y Paris saltan más alto de ahí se ve el sol y entran unas fotos de pinturas rupestres luego sale Max y Gabu en su forma de batalla viendo una luz ala ciudad (Podría ser New York) mientras es de noche en una costa y Gabu le hace cariños después sale Rex y Ace también en su forma de batalla rugiendo mientras hace viento (podría ser isla de Pascua o Rapanui con moais) de ahí sale Zoe y Paris en su forma de batalla en un campo floreado con molinos de Holanda y Zoe abraza a Paris luego sale el Dr.Taylor y Reese viendo al Saichania caminar por ruinas (que se parece a Machu Pichu de ahí sale el Spinosaurus tumbando a la Gang Alpha del bote en lo que parece ser los canales de Venecia(Que nunca sale en la serie) luego sale la Gang Alpha reunida (Rod, Laura y Seth están tranquilos) mientras que Ursula Zander y Ed le caen encima al Dr.Z luego de salir del fondo en llamas mientras se están quemando después sale Terry volteando hacia un lado y después sale Max activando a Gabu de ahí también dividido en 2 partes sale Zoe y Rex activando a sus dinosaurios estos aparecen en escenas separadas después de eso sale Max y sus padres saltando después Rex también salta solo y por último Zoe salta con su hermana de ahí sale la pandilla alpha que se le destroza la nave de pedal y después saltan con Tanque de ahí están Rod y Laura viendo como le explota algo en la cara al Dr. Z, después Rod y Laura saltan solos con Spiny y el Dr.Z salta con Terry mientras que Seth se queda tranquilo de ahí sale el Dr.Taylor sale tumbándose con su látigo y el fondo donde estaba que resultó ser el laboratorio D después corre el Equipo D junto con sus dinosaurios hacia un túnel ahí aparece el título de la serie en japonés brillando.

## Video Japonés(Segunda Temporada)
A diferencia de la versión americana de 4Kids en Japón se hizo un segundo opening para la segunda temporada.
Comienza en una dimensión espacio temporal, de repente aparece los dinosaurios principales(En orden de aparición:Terry, Tank, Chomp, Spiny, Ace y Paris),luego sale una nave en la que están Max, Rex, Zoe, Jonathan y la Gang Alpha con sus dinosaurios, después aparecen las piedras cosmos y la nave las sigue, a continuación aparece el título de la serie en japonés, luego se ve a Max, Rex y Zoe en Roma vestidos de romanos, después aparecen Chomp, Ace y Paris jugando cuando Chomp se cae y todos empiezan a reírse, en la escena siguiente sale el Dr. Z vestido de capitán pirata en el Mar Caribe con Terry disfrazado de loro, también están Úrsula, Zander y Ed disfrazados de piratas en una barca en la que Spiny es la proa y Tank la bandera, luego Tank se cae destrozando la barca y ahogando a la Gang Alpha, luego sale una escena en el Japón feudal, en el que el Dr. y la señora Taylor y al Dr. Antiguo y la Dra. Cretácea con ropa de esa época y aparece el Dr. y la señora Drake vestidos de ninja, a continuación salen Rod, Laura, Helga, Reese y Jonathan bailando en Francia en el siglo XVII, luego aparece Max con la pose para invocar a Chomp y este se transforma en un dinosaurio adulto, después aparece Jark con Bronto en sus brazos, Zapper, Mihasa y Gunenco con la nave Zanjark de fondo, luego aparece una escena de Gunenco invocando al Torvosaurus con su armadura y Max invocando a Chomp con armadura también, a continuación aparece la Pterosaurio de luz volando en el tiempo con Max, Rex y Zoe bailando con sus dinosaurios y saltando al espacio con la Gang Alpha, los padres de los tres, y Reese.
Hay una segunda versión de este opening en el que quitan la escena de cuando Max invoca a Chomp y la sustituye por una en la que Max, Rex y Zoe invocan a Chomp, Ace y Paris con su armadura, también se cambió la escena en la que Gunenco invoca al Torvosaurus por una en la que salía el Tyrannosaurus Gigas con su armadura.